# Ilnacora spicata
Ilnacora spicata är en insektsart som beskrevs av Knight 1963. Ilnacora spicata ingår i släktet Ilnacora och familjen ängsskinnbaggar. Inga underarter finns listade i Catalogue of Life.